# Eristalinus abdominalis
Eristalinus abdominalis är en tvåvingeart som först beskrevs av Herve-bazin 1914.  Eristalinus abdominalis ingår i släktet slamflugor, och familjen blomflugor.
Artens utbredningsområde är Madagaskar. Inga underarter finns listade i Catalogue of Life.